# 内陆省

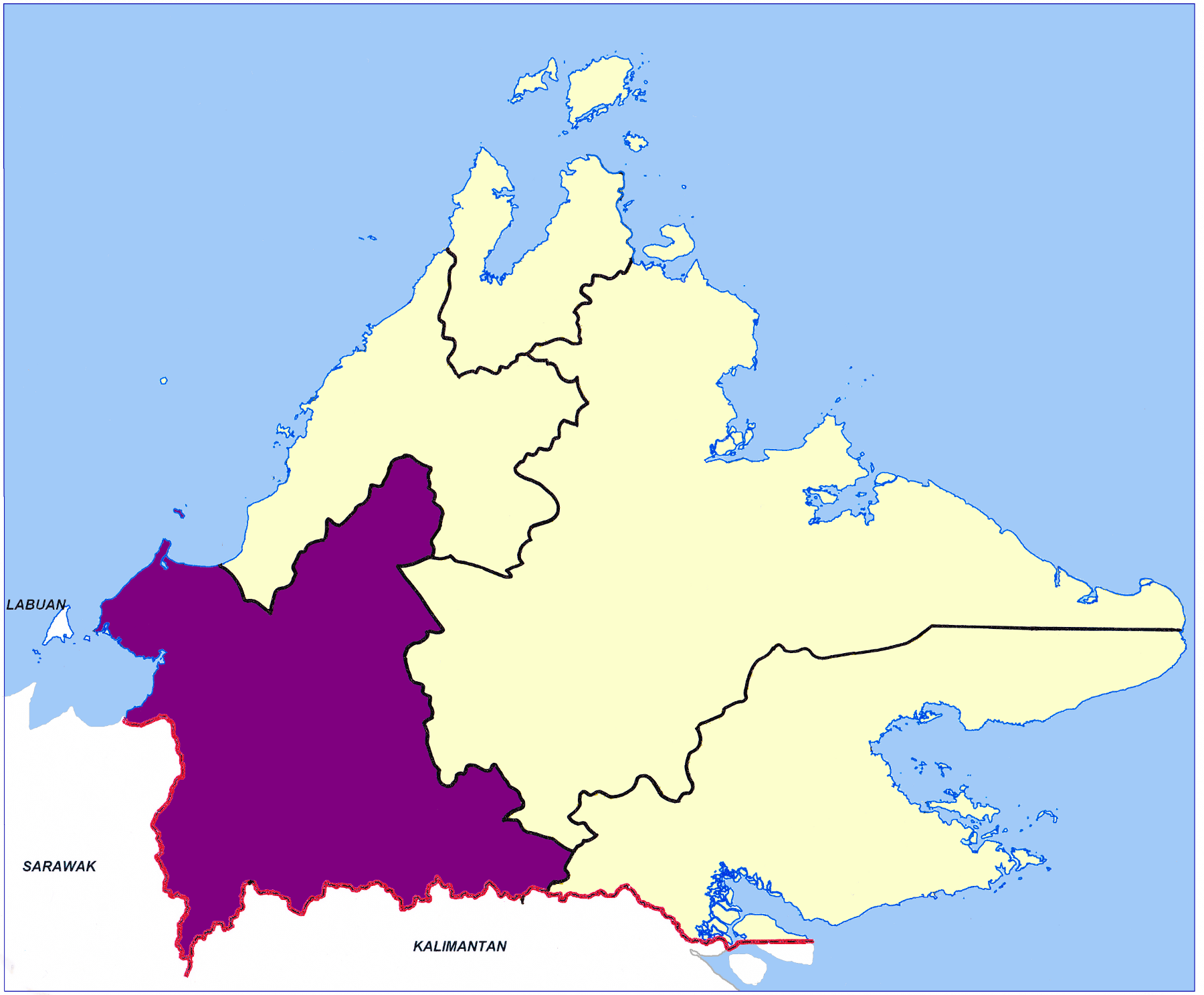
內陸省位置圖.

內陸省是馬來西亞沙巴州五個省份之一，位於該州西南部，西南与砂拉越林梦省相接，西北与汶莱为邻，南接印尼（雖然名為「內陸」，該區事實上也有一段面向南海的海岸線）。
面積18,298平方公里，2000年人口351,226人。该省七个县（同时也是主要城鎮）包括根地咬、淡布南、納巴灣、丹南、保佛、實必丹及瓜拉班尤。